# Antecrurisa apicalis
Antecrurisa apicalis är en skalbaggsart som först beskrevs av Bates 1864.  Antecrurisa apicalis ingår i släktet Antecrurisa och familjen långhorningar.
Artens utbredningsområde är:
- El Salvador.
- Guatemala.
- Honduras.
- Nicaragua.

Inga underarter finns listade i Catalogue of Life.